# Jeremy Agbonifo
Jeremy Nosakhare Agbonifo (Göteborg, 24 ottobre 2005) è un calciatore svedese, attaccante del Lens.

## Carriera

### Club
Ha iniziato a giocare a calcio nel settore giovanile dell'Häcken per poi passare al Porto nel 2021. Nel 2024 dopo tre stagioni consecutive nelle giovanili del club lusitano ha fatto ritorno all'Hacken dove ha debuttato il 20 luglio nell'incontro di Allsvenskan pareggiato 2-2 contro il IFK Värnamo. Il 25 agosto seguente ha segnato il suo primo gol nell'incontro pareggiato 1-1 sempre contro il Värnamo.
Il 29 gennaio 2025 è passato in prestito con diritto di riscatto al Lens, club della prima divisione francese, e due giorni più tardi ha debuttato andando in gol nel successo per 2-0 contro il Montpellier. Pochi mesi dopo, nel corso dell'estate, il club transalpino ha acquistato il giocatore a titolo definitivo.

### Nazionale
Ha giocato nelle nazionali giovanili svedesi Under-17, Under-18, Under-20 ed Under-21.

## Statistiche

### Presenze e reti nei club
Statistiche aggiornate al 12 gennaio 2025.
| Stagione        | Squadra         | Campionato      | Campionato | Campionato | Coppe nazionali | Coppe nazionali | Coppe nazionali | Coppe continentali | Coppe continentali | Coppe continentali | Altre coppe | Altre coppe | Altre coppe | Totale | Totale | Totale |
| Stagione        | Squadra         | Comp            | Pres       | Reti       | Comp            | Pres            | Reti            | Comp               | Pres               | Reti               | Comp        | Pres        | Reti        | Pres   | Reti   |        |
| --------------- | --------------- | --------------- | ---------- | ---------- | --------------- | --------------- | --------------- | ------------------ | ------------------ | ------------------ | ----------- | ----------- | ----------- | ------ | ------ | ------ |
| 2024            | Häcken          | A               | 13         | 2          | CS+CS           | 0+1             | 0               | UECL               | 5                  | 0                  | -           | -           | -           | 19     | 2      |        |
| 2024-2025       | Lens            | L1              | 4          | 1          | CF              | 0               | 0               | -                  | -                  | -                  | -           | -           | -           | 4      | 1      |        |
| Totale carriera | Totale carriera | Totale carriera | 17         | 3          |                 | 1               | 0               |                    | 5                  | 0                  |             | -           | -           | 23     | 3      |        |